# WORLD GROOVE
『WORLD GROOVE』（ワールド・グルーヴ）は、trfの3枚目のスタジオ・アルバム。1994年2月9日にavex traxから発売された。

## 概要
- 前作『EZ DO DANCE』から約半年ぶりのアルバム。
- 先行シングル「寒い夜だから…」と「Silver and Gold dance」はリミックスされて収録。
- アルバムのキーワードは「踊る」「気持ち良く乗る」「自然と体が揺れる」という感覚を格好良く英語と音楽で表現し、楽しめる様にしている[1]。DJ KOOは「同時代に世界各地で起こっているグルーヴを横の時間軸として1枚に集約する」様にした[2]。
- 小室の打ち出したコンセプトは「グルーヴであり、日本語で言えば『ノリ』。『ノリがいい』という言葉はもう全ての日本人の共通の言葉だと思います。それを全編通して音楽で表現しました」と語っている[3]。
- YU-KIは「小室さんからは『ミドルテンポやスローな曲でも、様々なリズムが個別に持っている細かい躍動感を強く出して歌うように』と言われて、それを常時意識しなければならなかったため、難しかった」と振り返っている[3]。
- シングル・アルバム含めて初めてオリコンランキングで1位を獲得、同時に初のミリオンを達成。
- 後の1994年3月21日に同名のVHSが発売された。こちらはデビューから本作『WORLD GROOVE』までのPV全曲と、ライブ映像が収録されている。
- 初回盤は写真集付きのボックス仕様となっている。

## 批評
- 伴都美子は「最初に自分でお小遣いを貯めて買ったCDです。アルバム全体の流れが、すごく気に入ったんです。特にタイトル曲の『WORLD GROOVE』が大好きで、聴けば聴くほどクセになる。アルバムに全然違うアレンジで3バージョン収録されているのも面白いし、なんだか宇宙の音楽を聴いているみたいな感じ（笑）。今までにない感じの曲だったので、ハマっちゃってずっと聴いていました。YU-KIさんのビジュアルも格好良かったですし、私と同じショートカットだったことも親近感が湧きました。歌も要所要所で英語が入っていて、格好良いなと。私が洋楽を聞くようになるのはその後ですが、楽曲も洋楽っぽいなあと思っていました」と思い入れの深さを語っている[4]。

## 収録曲
| 全作曲・編曲: 小室哲哉、補編曲(#9): 久保こーじ。 |                                                        |                     |                                   |       |
| #                                                | タイトル                                               | 作詞                | 作曲・編曲                        | 時間  |
| 1.                                               | 「WORLD GROOVE 1st. chapter (Forest Ambient)」         | 小室哲哉            | 小室哲哉 、補編曲(#9): 久保こーじ | 2:09  |
| 2.                                               | 「Feel the CENTURY」                                   | 小室哲哉            | 小室哲哉 、補編曲(#9): 久保こーじ | 3:39  |
| 3.                                               | 「寒い夜だから… (SEQ OVER DUB MIX)」                   | 小室哲哉            | 小室哲哉 、補編曲(#9): 久保こーじ | 5:24  |
| 4.                                               | 「CAMILLE CLAUDEL」                                    | 小室哲哉            | 小室哲哉 、補編曲(#9): 久保こーじ | 4:58  |
| 5.                                               | 「WORLD GROOVE 2nd.chapter」                           | 小室哲哉            | 小室哲哉 、補編曲(#9): 久保こーじ | 2:18  |
| 6.                                               | 「Waiting Waves (夏の気分を待ちわびて)」               | 小室哲哉・YŪKI・KOO | 小室哲哉 、補編曲(#9): 久保こーじ | 5:21  |
| 7.                                               | 「Silver and Gold dance (Remix)」                      | 小室哲哉            | 小室哲哉 、補編曲(#9): 久保こーじ | 6:06  |
| 8.                                               | 「Beauty and Beast」                                   | 小室哲哉            | 小室哲哉 、補編曲(#9): 久保こーじ | 4:31  |
| 9.                                               | 「愛がもう少し欲しいよ」                               | 小室哲哉            | 小室哲哉 、補編曲(#9): 久保こーじ | 5:11  |
| 10.                                              | 「Winter Grooves」                                     | 小室哲哉            | 小室哲哉 、補編曲(#9): 久保こーじ | 5:18  |
| 11.                                              | 「WORLD GROOVE 3rd.chapter (main message)」            | 小室哲哉            | 小室哲哉 、補編曲(#9): 久保こーじ | 6:47  |
| 12.                                              | 「私が望むもの…あなたが欲しいもの (Do what you want)」 | 小室哲哉            | 小室哲哉 、補編曲(#9): 久保こーじ | 11:48 |
| 合計時間:                                        | 合計時間:                                              | 合計時間:           | 63:30                             |       |

## 楽曲解説
1. WORLD GROOVE 1st.chapter (Forest Ambient)
テーマは「色々なサウンドへの無限大な可能性」を表現した[1]。
シンセサイザーで作ったシタールの音・元々厚みのあるコーラスを更にミキシングさせることにより、「大地」を想像させるようにした[1]。
2. Feel the CENTURY
この曲のみ､ Roland製のデジタルワークステーションシンセRoland W-30を用いて制作した[1]。テーマは「trfなりの電気の活動初期のスラッシュテクノのアプローチ」「ハードコアテクノの王道」「従来のtrfのイメージ」を表現した[1]。
SAM・CHIHARU・ETSUもコーラスに参加している[1]。
3. 寒い夜だから… (SEQ OVER DUB MIX)
5thシングル。
16分音符形式・オーバー・ダビングでのアレンジを施した[1]。
4. CAMILLE CLAUDEL
彫刻家オーギュスト・ロダンの愛人であるカミーユ・クローデルの名前をそのまま曲名にし、彼女の人生をイメージして制作された。ギターの音色はシンセサイザーで表現された[1]。
YU-KIは「すごくセクシーな詞なので、歌い方より声の出し方に気をつけた。色っぽく聞こえたら嬉しい」と話している[3]。
5. WORLD GROOVE 2nd.chapter
ガムランをシンセサイザーで再現した[1]。
7ヶ国語のアカペラが「WORLD GROOVE」をキーワードにサンプリングされている[1]。
6. Waiting Waves (夏の気分を待ちわびて)
YU-KIが日本語詞を担当した。YU-KIは「ありのままの自分がそのまま出ている」と回想している[5]。
SAM・CHIHARU・ETSUがメインボーカルを担当し、YU-KIがラップに挑戦した[1]。
7. Silver and Gold dance (Remix)
4thシングル。
シングルよりダンス向けにアレンジされた[1]。
8. Beauty and Beast
小室の主催したイベント「TK RAVE FACTORY」で初披露された[6]。
テーマは「トランス+ガラージュ」であり、1小節の中にどれだけ個性的に音符を配列できるかを試した[1]。
9. 愛がもう少し欲しいよ
3rdシングル。
日本テレビ系「吉本印天然素材」エンディング・テーマ曲。
10. Winter Grooves
4thシングル「Silver and Gold dance」のカップリング曲。
「JAL SKI'94北海道」キャンペーン・ソング。
11. WORLD GROOVE 3rd.chapter (main message)
「GROOVE=LOVE」と読み替えることにより、あらゆる要素を包括していて、ジャンルを超越している感じを目指した[1]。
YU-KIは「最初に歌詞を読んだ時に、すごく意味が深くて、愛であったり、輪廻転生だったり、色々な意味に受け取れてすごくこみ上げた」と語り、まず「自然」が思い浮かんだので、アフリカの大木が載ってる画集を買ってそれを見てイメージトレーニングをしながら歌入れに臨んだ。その後「アルバムジャケットを見たら、その時の絵に近かった」と話している[3]。
12. 私が望むもの…あなたが欲しいもの (Do what you want)
1stアルバム『trf 〜THIS IS THE TRUTH〜』の楽曲「DO WHAT YOU WANT」のリメイク[1]。
YU-KIの誕生日にボーカルを録った[1]。
数分間の無音部分の後、小室による生ピアノの一発録りが隠しトラックで収録されている。そのパートも「WORLD GROOVE」の1つのチャプターとのこと[1]。

## クレジット

### レコーディング・メンバー
- Synthesizer Programming & Manipulating Performed : 小室哲哉
- Saxophone : David Mann (#3,#11,#12)
- Syncravier Operated : たかはしたくや
- Crew : 村上章久

### スタッフ
- Produced : 小室哲哉
- Mixed : Michael Hutchinson
- Recording Engineer : 若公俊広, 根本直明
- Special Coordinated : 依田巽
- General Produced : 松浦勝人
- Co-Produced : 千葉龍平
- Directed : なとりとしあき
- Direction Assistanted : たけだとおる
- Art Coordinated : いたがきひとし
- Art Directed : さいとうそうじろう
- Designed : さとうかずのり
- Photo : 久保木俊介